# Jenna Ushkowitz
Jenna Noelle Ushkowitz (født 28. april 1986) er en amerikansk scene-og tv-skuespiller og sanger, der er måske bedst kendt for sine præstationer i Broadway-musicals, og for hendes rolle som Tina Cohen-Chang i tv-serien Glee.

## Opvækst
Ushkowitz blev født i Seoul, Sydkorea. Hun blev adopteret i en alder af tre måneder og opvoksede i East Meadow, New York.
Ushkowitz blev opdraget katolsk og gik på Parkway Elementary School og Holy Trinity Diocesan High School, en katolsk skole i Hicksville, Long Island, som er kendt for sin stærke teater afdeling. I løbet af gymnasiet, dukkede Ushkowitz op i flere musicals, herunder den første high school produktion af Les Misérables nogensinde. Hendes andre roller inkluderer Penny i Honk!, Inez i The Baker's Wife, Little Red Riding Hood i Into the Woods og Romaine Patterson i The Laramie Project. Hun blev student fra high school i 2004 og gik derefter på Marymount Manhattan College, hvor hun endnu engang tog rollen som Little Red Riding Hood i Into the Woods. Hun er uddannet fra Marymount Manhattan i 2007 med en BA i Teatervidenskab.

## Karriere
Ushkowitz har haft en karriere i showbusiness, siden en alder af tre. Som barn var hun medvirkende på Sesame Street og andre børne tv-shows. Hendes første rolle i en Broadway musical var i 1996 genopsætningaf King and I. Ushkowitz sang den amerikanske nationalsang ved en Knicks kamp på Madison Square Garden, da hun var tretten.
Hun var dubleant i rollerne Anna, Martha og Thea i Broadway musicalen Spring Awakening, som begyndte i 2008. 
I 2009 fik hun rollen som Tina Cohen-Chang i FOX' musikalske high school-show Glee.